# Energetic Bear
Energetic Bear je ruská špionážní skupina známá pro své pokročilé trvalé hrozby (APT). Je též známá i jako Berserk Bear, či Crouching Yeti, Dragonfly 2.0, DYMALLOY, Havex, IRON, LIBERTY, či TeamSpy.

## Aktivity
Skupina Energetic Bear se specializuje na kompromitaci pomocných infrastruktur, především vodárenského či energetického průmyslu. Tyto aktivity prováděla minimálně v Německu či ve Spojených státech amerických.
Skupina se také zaměřovala na mnoho sítí státní správy, vládních sítí a leteckých sítí ve Spojených státech amerických. Dne 1. října 2020 stáhla data z minimálně dvou serverů obětí. Během roku 2020 skupina pronikla do počítačové sítě města Austin ve státě Texas.